# Jakob Špik (alpski smučar)
Jakob Špik, slovenski alpski smučar, * 14. julij 1994. 
Špik je bil član kluba SK Alpetour. Nastopil je na svetovnih mladinskih prvenstvih v letih 2014 in 2015, ko je dosegel svojo najboljšo uvrstitev z 12. mestom v kombinaciji. Na svetovnih prvenstvih je nastopil v letih 2017 in 2019, ko je bil deveti na ekipni tekmi in 33. v slalomu. V svetovnem pokalu je tekmoval pet sezon med letoma 2015 in 2019. Debitiral je 15. marca 2013 na slalomu za Pokal Vitranc v Kranjski Gori. Skupno je desetkrat nastopil v svetovnem pokalu, osemkrat v slalomu in dvakrat v veleslalomu, nikoli se mu ni uspelo uvrstiti v drugo vožnjo. V sezoni 2014/15 je postal slovenski državni prvak v veleslalomu.